# كولا ريال
بيج ريال هي إحدى العلامات التجارية الأكثر شهرة لشركة أجيجروب. بدأتها عائلة آنانوس في أياكوتشو، بيرو في 23 يونيو 1988، وقد نمت الشركة وتوسعت ليس فقط في بيرو ولكن أيضًا في كوبا والإكوادور وجمهورية الدومينيكان وفنزويلا وكوستاريكا والسلفادور والمكسيك وكولومبيا والبرازيل وهندوراس ونيكاراغوا وبنما وتايلاند ومصر.
يتوفرمنتج كولا ريال بالعديد من النكهات مثل "الأحمر الثوري" (الفراولة) والبرتقال والأناناس والليمون الحامض. يُعرف كولا ريال "نيجرا " باسم بيج كولا في نيجيريا وهندوراس والمكسيك وكوستاريكا وكولومبيا وبنما وفنزويلا والإكوادور وإندونيسيا وتايلاند ومصر.

## روابط خارجية
- كولا ريال تستحوذ على كوكا كولا

- كولا ريال تستحوذ على كوكا كولا